# Bethesda (Virginia Occidental)
Bethesda es un área no incorporada ubicada dentro del Distrito Stonewall, una división civil menor del condado de Wayne (Virginia Occidental), Estados Unidos. Está catalogada como un asentamiento humano por la Junta de Nombres Geográficos de los Estados Unidos.
El número de identificación (ID) asignado por el Servicio Geológico de Estados Unidos es 1553876.

## Geografía
Se encuentra a una altitud de 193 m s. n. m. (633 pies) según el conjunto de datos de elevación nacional.